# 瓷丽罗螺
瓷丽罗螺（学名：Liloa porcellana）为長葡萄螺科丽罗螺属的动物。分布于日本、台湾岛以及中国大陆的海南等地，属于暖水性种类。其主要栖息于潮间带低潮线到潮下带水深60米的砂质底。